# Asteromyces
Asteromyces är ett släkte av svampar. Asteromyces ingår i divisionen sporsäcksvampar och riket svampar.